# Rossmann

Dirk Roßmann

Dirk Rossmann GmbH, algemeen beter bekend onder de naam Rossmann, is de op de een na grootste drogisterij in Duitsland met het hoofdkantoor in de Nedersaksische stad Burgwedel nabij Hannover. Het in 1972 opgerichte bedrijf telt 2.196 winkels met in totaal 33.400 medewerkers. Daarnaast is het bedrijf ook actief buiten Duitsland in Albanië, Hongarije, Kosovo, Polen, Tsjechië en Turkije wat het totaal op 4.088 winkels brengt met in totaal 56.200 medewerkers.

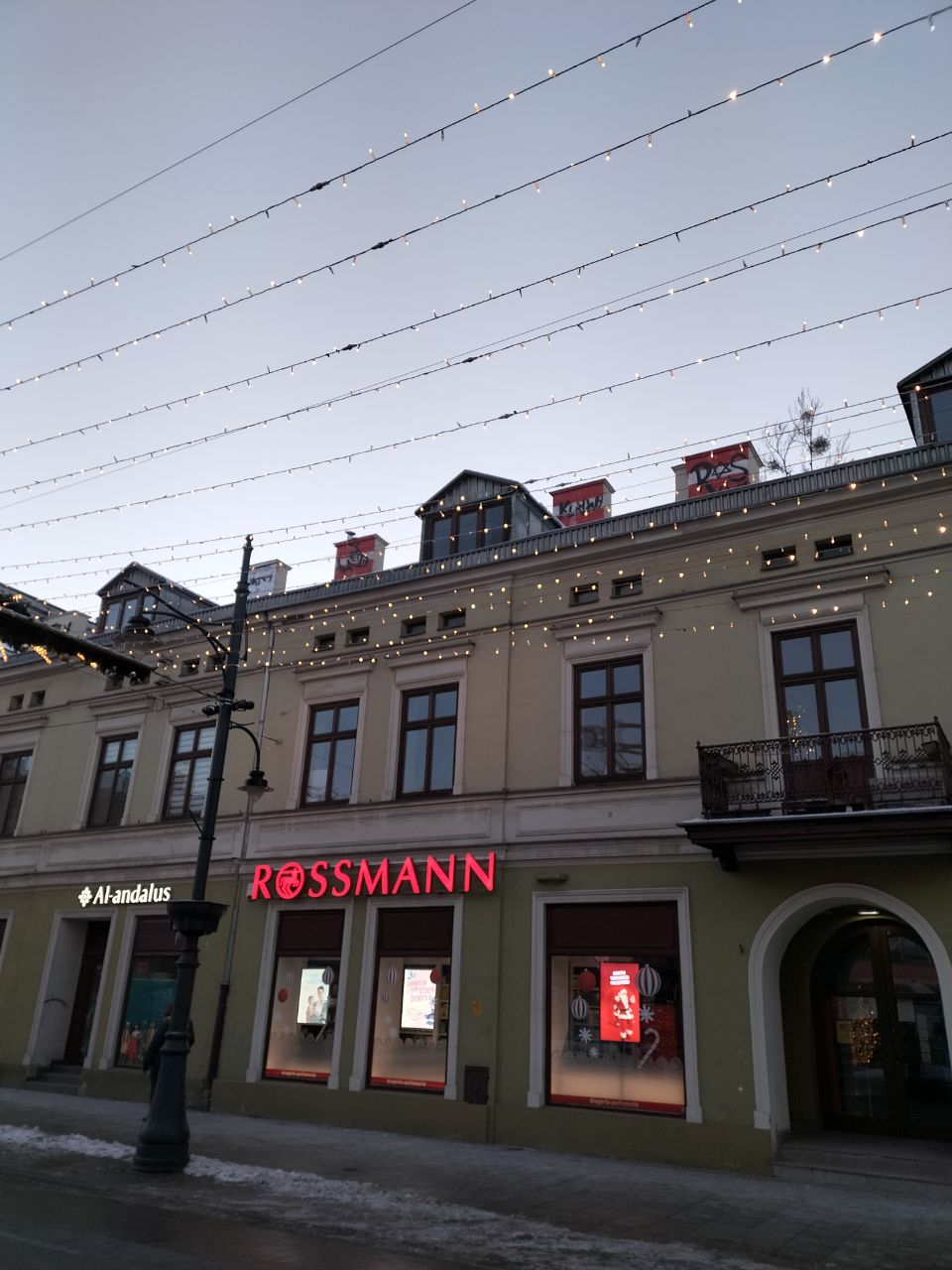
Een filiaal in Łódź, Polen

## Geschiedenis
Drogist Dirk Roßmann opende op 17 maart 1972 in Hannover een drogisterij van 200 m² winkeloppervlak onder de naam Markt für Drogeriewaren. Deze winkel, gelegen in de Jakobistraße, was de eerste zelfbedieningsdrogisterij in Duitsland. Deze winkel werd echter gesloten in 2010, omdat het niet langer voldoende ruimte had voor het gewenste assortiment. Tien jaar later is Rossmann uitgegroeid tot een keten van 100 winkels in Noord-Duitsland en staat Dirk Rossmann bekend als de pionier van de drogisterij. In de jaren 90 breidt de keten snel uit als gevolg van de Duitse hereniging en wordt op 2 juli 1990 de eerste winkel in voormalig Oost-Duitsland geopend in Sondershausen. Na een uitbreiding binnen Duitsland, openen ook de eerste winkels in Midden-Europa.

## Huidige situatie
In januari 2020 heeft Rossmann 2.196 winkels in Duitsland en 4.088 winkels in totaal. De grootste en 2000e winkel van de keten opende in maart 2016 in het Drachentöterhaus in Hannover. Van de filialen buiten Duitsland zijn er 1.304 winkels te vinden in Polen, 315 in Tsjechië, 215 in Hongarije, 112 in Turkije, 13 in Albanië en 1 in Kosovo. Van de Rossmann-winkels zijn 33 gevestigd op treinstations.

## Strategie
Het doel van Rossmann is een snelle en gecontroleerde uitbreiding in Duitsland en de oostelijke buurlanden. De individuele winkels zijn herkenbaar aan de kleuren rood en wit zowel aan de binnen- als aan de buitenkant. De gemiddelde vloeroppervlakte van de drogisterijen is 570 m², maar in de steden Berlijn en Leipzig, zijn ook filialen te vinden van meer dan 1.300 m². Het grootste filiaal van 1.385 m² is te vinden in Hannover.

## Bezit
De familie Rossmann is voor 60% eigenaar van het bedrijf en het Hongkongse A.S. Watson Group 40%.